# Feldafing
Feldafing è un comune tedesco di 4 303 abitanti, situato nel land della Baviera.